# Episodi di Nebbie e delitti (terza stagione)
La terza stagione della serie televisiva Nebbie e delitti è formata da 4 episodi ed è stata trasmessa in Italia su Rai 2 dal 29 settembre al 23 ottobre 2009.
| nº | Titolo                    | Prima TV Italia   |
| -- | ------------------------- | ----------------- |
| 1  | La stanza segreta         | 29 settembre 2009 |
| 2  | Vite difficili            | 9 ottobre 2009    |
| 3  | Ragazzi di buona famiglia | 16 ottobre 2009   |
| 4  | Fuori stagione            | 23 ottobre 2009   |